# Delray Beach Open 2021
Il Delray Beach Open 2021, conosciuto anche come Delray Beach Open by VITACOST.com per motivi di sponsorizzazione, è stato un torneo di tennis giocato sul cemento. È stata la 29ª edizione del Delray Beach Open, facente parte della categoria ATP Tour 250 nell'ambito dell'ATP Tour 2021. Si è giocato al Delray Beach Tennis Center di Delray Beach negli Stati Uniti dal 7 al 13 gennaio 2021. A causa della pandemia di COVID-19 il torneo è stato spostato dalle date originali di febbraio.

## Partecipanti

### Teste di serie
| Nazionalità | Giocatore        | Ranking* | Testa di serie |
| ----------- | ---------------- | -------- | -------------- |
| Cile        | Cristian Garín   | 22       | 1              |
| Stati Uniti | John Isner       | 25       | 2              |
| Francia     | Adrian Mannarino | 34       | 3              |
| Polonia     | Hubert Hurkacz   | 35       | 4              |
| Stati Uniti | Tommy Paul       | 52       | 5              |
| Stati Uniti | Sam Querrey      | 56       | 6              |
| Spagna      | Pablo Andújar    | 59       | 7              |
| Stati Uniti | Frances Tiafoe   | 62       | 8              |

* Ranking aggiornato al 4 gennaio 2020.

### Altri partecipanti
I seguenti giocatori hanno ricevuto una wild card per il tabellone principale:
- Juan Cruz Aragone
- Ryan Harrison
- Noah Rubin

I seguenti giocatori sono entrati in tabellone passando dalle qualificazioni:

- Christian Harrison
- Kevin King
- Roberto Quiroz
- Donald Young

### Ritiri
Prima del torneo
- Federico Delbonis → sostituito da  Sebastian Korda
- Daniel Evans → sostituito da  Daniel Elahi Galán
- Dominik Koepfer → sostituito da  Mackenzie McDonald
- Kei Nishikori → sostituito da  Bjorn Fratangelo
- Reilly Opelka → sostituito da  Thomaz Bellucci
- Vasek Pospisil → sostituito da  Nam Ji-sung
- Milos Raonic → sostituito da  Tomás Martín Etcheverry
- Mikael Ymer → sostituito da  Ivo Karlović

## Partecipanti al doppio

### Teste di serie
| Nazione       | Giocatore         | Nazione     | Giocatore         | Ranking* | Testa di serie |
| ------------- | ----------------- | ----------- | ----------------- | -------- | -------------- |
| El Salvador   | Marcelo Arévalo   | Paesi Bassi | Jean-Julien Rojer | 75       | 1              |
| Nuova Zelanda | Marcus Daniell    | Austria     | Philipp Oswald    | 87       | 2              |
| Brasile       | Marcelo Demoliner | Messico     | Santiago González | 92       | 3              |
| Regno Unito   | Luke Bambridge    | Regno Unito | Dominic Inglot    | 121      | 4              |

* Ranking aggiornato al 4 gennaio 2020.

### Altri partecipanti
Le seguenti coppie hanno ricevuto una wildcard per il tabellone principale:
- Bjorn Fratangelo /  Dennis Novikov
- Ryan Harrison /  Christian Harrison

La seguente coppia è entrata in tabellone con il Ranking protetto:
- Mackenzie McDonald /  Tommy Paul

La seguente coppia è entrata in tabellone come Alternate:
- Hunter Johnson /  Yates Johnson

### Ritiri
Prima del torneo
- Treat Huey /  Milos Raonic → sostituiti da  Nathaniel Lammons /  Jackson Withrow
- Hubert Hurkacz /  John Isner → sostituiti da  Hunter Johnson /  Yates Johnson
- Ken Skupski /  Neal Skupski → sostituiti da  Oliver Marach /  Luis David Martínez

## Punti e montepremi
| Torneo              | V      | F      | SF     | QF     | 2T    | 1T    | Q    | Q2    | Q1    |
| Singolare           | 250    | 150    | 90     | 45     | 20    | 0     | 12   | 0     | 6     |
| Premi in denaro (€) | 30 840 | 22 780 | 16 390 | 11 100 | 7 445 | 5 000 | N.D. | 2 555 | 1 505 |
| Doppio              | 250    | 150    | 90     | 45     | N.D.  | 0     | N.D. | N.D.  | N.D.  |
| Premi in denaro (€) | 10 080 | 7 370  | 5 600  | 4 010  | N.D.  | 2 930 | N.D. | N.D.  | N.D.  |

## Campioni

### Singolare
Hubert Hurkacz ha sconfitto in finale  Sebastian Korda con il punteggio di 6-3, 6-3.
- È il secondo titolo in carriera per Hurkacz, primo della stagione.

### Doppio
Ariel Behar /  Gonzalo Escobar hanno sconfitto in finale  Christian Harrison /  Ryan Harrison con il punteggio di 6(5)–7, 7–6(4), [10-4].